# (4214) Veralynn
(4214) Veralynn (1987 UX4) – planetoida z pasa głównego asteroid okrążająca Słońce w ciągu 3,76 lat w średniej odległości 2,42 j.a. Odkryta 22 października 1987 roku.